# Milina
Milina (Servisch cyrillisch Милина) is een plaats in de Servische gemeente Loznica. De plaats telt 228 inwoners (2002).